# 產氣莢膜梭菌
產氣莢膜梭菌又名產氣莢膜梭狀芽孢桿菌，旧名魏氏梭菌（C. welchii），是革兰氏阳性桿状厌氧菌，因能分解肌肉和结缔组织中的糖类而产出大量气体以及可形成特殊荚膜而得名；此外，还可在厌氧条件下形成芽孢。会引起食物中毒。发现于人类和其他脊椎动物的肠道、昆虫和土壤等处。产气荚膜梭菌通常被称为严格厌氧菌，然而这种厌氧性并不十分“严格”：这种细菌也可以在氧气和/或低浓度的超氧化物或羟基自由基产生化合物的存在下生存。

## 外部連結
- 微生物免疫學-Clostridium perfringens(產氣莢膜梭菌) （页面存档备份，存于）